# Coggon
Coggon – miasto w Stanach Zjednoczonych, w stanie Iowa, w hrabstwie Linn.

## Demografia
Zgodnie ze spisem statystycznym z 2000, miasto liczyło 745 mieszkańców. W 2023 liczba mieszkańców spadła do 686 osób, a gęstość zaludnienia poniżej 404 osób/km².